# Tomás Brezzo
Tomás Brezzo Subassi (Brinkmann, Provincia de Córdoba, Argentina; 26 de abril de 1998) es un piloto de automovilismo argentino. Iniciado en el ambiente del karting donde obtuvo 14 títulos a nivel provincial, regional y nacional. Debutó profesionalmente en el año 2015 en la categoría Fiat 600 TS del Car Show Santafesino. En 2016 inició su incursión a nivel nacional al debutar en la Clase 2 del Turismo Nacional, donde participó hasta el año 2017. En esta última temporada, decidió cambiar  de rumbo al dejar el TN y pasar a competir en la divisional Junior de la Top Race.

## Biografía deportiva
Nacido en la localidad cordobesa de Brinkmann, su carrera deportiva se inició cuando contando con 5 años de edad, debutó en la categoría 50 cm³ escuela. A partir de esta participación, incursionó de manera exitosa entre los años 2003 y 2014 en las categorías 50 cm³ escuela, 50 cm³ promocional y 125 cm³ promocional, cosechando durante su paso un total de 14 títulos, entre torneos provinciales, regionales y nacionales.
Tras 11 años compitiendo en karting, en 2015 anunció su debut profesional al debutar en la categoría Fiat 600 TS del Car Show Santafesino, categoría zonal del centro del país. En esta divisional participó en 12 competencias, conquistando un total de 6 podios. Luego de esta incursión, a finales de esta temporada anunció su incorporación a la Clase 2 del Turismo Nacional y por ende, su debut en el automovilismo argentino de nivel nacional. Su debut se produjo en el año 2016, compitiendo al comando de un Ford Fiesta del equipo DG Motorsport de Diego Gay.
En 2016 compitió en la Clase 2 del TC a lo largo de 12 competencias, donde a pesar de no haber obtenido grandes resultados, había anunciado su continuidad en la categoría para la temporada 2017 y con el mismo auto y equipo. Sin embargo, tras haber desarrollado dos competencias, resolvió su desvinculación del equipo y de la categoría, iniciando la búsqueda de nuevos horizontes para su continuidad en el automovilismo argentino. La respuesta llegó de la mano de la categoría Top Race, donde se incorporó en la cuarta fecha de la temporada en la divisional Junior, donde compitió con una unidad preparada por el equipo SDE Competición e identificada con rasgos de diseño del modelo de producción Ford Mondeo IV. La atención del vehículo, estuvo a cargo en forma tercerizada por su propia estructura. Su primer triunfo en la categoría terminó llegando en la penúltima fecha de la temporada, logrando la victoria en el Autódromo Roberto Mouras de la ciudad de La Plata. Estas actuaciones le terminaron valiendo el séptimo lugar en el campeonato y la posibilidad de continuar compitiendo en la temporada 2018.
En 2018 Brezzo inició una nueva temporada dentro de la Top Race Junior, conquistando su segundo triunfo en la categoría al llevarse la competencia corrida en el Autódromo Ciudad de Concordia, válida por la tercera fecha del campeonato.

## Trayectoria
| Año       | Categoría                                | Automóvil         |
| --------- | ---------------------------------------- | ----------------- |
| 2003-2014 | Piloto de karts                          | Karting           |
| 2015      | Debut en Fiat 600 TS                     | Fiat 600          |
| 2016      | Debut en Clase 2 del Turismo Nacional    | Ford Fiesta KD    |
| 2017      | Clase 2 del Turismo Nacional, 2 carreras | Ford Fiesta KD    |
| 2017      | Debut en Top Race Junior                 | Ford Mondeo IV    |
| 2018      | Top Race Junior                          | Ford Mondeo IV    |
| 2019      | Debut en Top Race Series                 | Toyota Camry XV50 |
| 2020      | Debut en TC Pista Mouras                 | Dodge Cherokee    |
| 2020      | Debut en TC Pista Mouras                 | Chevrolet Chevy   |

- [10]

### Trayectoria en Top Race
| Temporada | Categoría       | Equipo              | Automóvil           | Posición            |
| --------- | --------------- | ------------------- | ------------------- | ------------------- |
| 2017      | Top Race Junior | SDE Competición     | Ford Mondeo Junior  | 7.º (68.00 puntos)  |
| 2018      | Top Race Junior | SDE Competición     | Ford Mondeo Junior  | 3.º (101.00 puntos) |
| 2019      | Top Race Series | Pfening Competición | Toyota Camry Series | 7.º (101.00 puntos) |